# François Lanno
François Gaspard Aimé Lanno  né le 16 février 1800 à Rennes (Ille-et-Vilaine) et mort le 5 septembre 1871 à Beaumont-sur-Oise (Val-d'Oise) est un sculpteur français.

## Biographie
François Lanno est le fils de François Lanno, garde d’artillerie à l’Arsenal de Rennes, et d'Anne Dupuy.
Entré à l'école publique de peinture, sculpture et dessin de Rennes, il obtint un premier prix de sculpture en 1817. Il est admis à l’École royale des beaux-arts de Paris en 1818, où il suit l’enseignement des sculpteurs Pierre Cartellier et François-Frédéric Lemot. Récompensé par un second prix de Rome de sculpture en 1825 avec Prométhée attaché au rocher, il obtient le premier grand prix en 1827, avec un haut-relief intitulé Mucius Scævola devant Porsenna (musée des Beaux-Arts de Rennes). Pensionnaire de l’État, il séjourne à la villa Médicis à Rome entre 1828 et 1832.
Il débute au Salon de l’Académie des beaux-arts de 1834 et il y expose régulièrement jusqu’en 1868. En 1843, il y reçoit une médaille de seconde classe, et une médaille de troisième classe à l’Exposition universelle de 1855. 
Il est nommé chevalier de la Légion d’honneur en septembre 1857.
Une rue de Rennes (anciennement chemin vicinal du Meneu) porte son nom par décision du conseil municipal en date du 22 décembre 1906.

## Œuvres

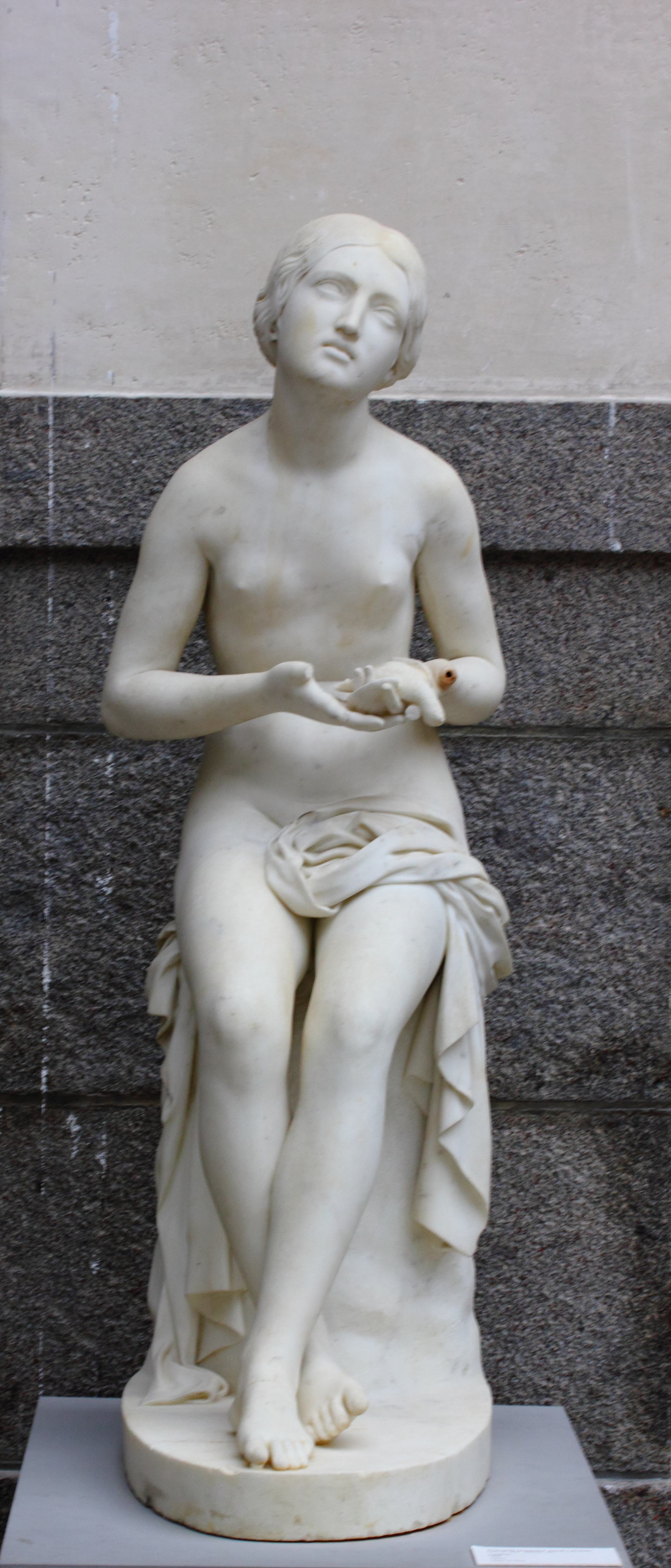
Lesbie (1832), musée des Beaux-Arts de Rennes.

- Fénelon, statue en pierre, l'un des orateurs de la fontaine Saint-Sulpice, place Saint-Sulpice à Paris.
- La Récolte des fruits et La Récolte des fleurs : deux statues plus grande que nature en bronze, dans l’une des deux fontaines de la place de la Concorde à Paris dédiée aux divinités fluviales (La Fontaine des Fleuves) ; elle est située au nord, côté rue Royale[8].
- Nicolas Poussin et Eustache Le Sueur, médaillons, Paris, École nationale supérieure des beaux-arts, façade du palais des Études.
- Guillaume Gouffier, seigneur de Bonnivet, amiral de France (mort en 1525) (1838), buste en plâtre, châteaux de Versailles et de Trianon.
- Paris, palais du Louvre :  trois sculptures de Lanno datées de 1857 ; L’Art égyptien sur l’attique de l’aile Daru (cour Napoléon)[9], Esprit Fléchier au niveau de la balustrade de la façade (premier étage) de l’aile Henri IV[10] et Blaise Pascal en façade de l’aile en retour Turgot[11].
- Apollon et les neuf Muses, 1835, dix statues plus grandes que nature, sur l’attique de la façade du théâtre de Rennes ; les études en plâtre préalables à la réalisation de ces statues sont conservées au musée des Beaux-Arts de Rennes[12].
- Monument au maréchal Brune, bronze, Brive-la-Gaillarde[13]. Exécutée au frais de la Ville de Brive et avec le concours d’une souscription nationale, cette statue colossale (2,40 m) a été réalisée par l’atelier de fonderie Soyer et Ingé à Paris ; elle a été inaugurée le 3 octobre 1841, place de la Guierle à Brive[14]. Elle échappa de peu, en janvier 1943, à la destruction dans le cadre de la mobilisation des métaux non ferreux, sous le régime de Vichy[15]. Un fragment du modèle original en plâtre est conservé au musée des Beaux-Arts de Rennes[16].
- Le Berger de Virgile, 1861, statue en pierre, destiné à la cour du Manège du palais du Louvre à Paris[17].
- Bertrand d'Argentré, sénéchal de Rennes, statue en pierre le montrant assis, ornant la façade du palais du Parlement de Bretagne, installée en 1843, puis disparue en 1960[Note 1],[18].
- Sépulture de Louis Hersent : la tombe  de Louis Hersent et de sa femme M.-J. Mauduit à Paris au cimetière du Père-Lachaise est ornée d’un médaillon, en marbre blanc (diam. 46 cm), représentant les portraits accolés des deux artistes ; sur les faces latérales, deux bas-reliefs, signés également par Lanno, qui reprennent deux œuvres majeures du peintre[19],[20].

Œuvres de François Lanno
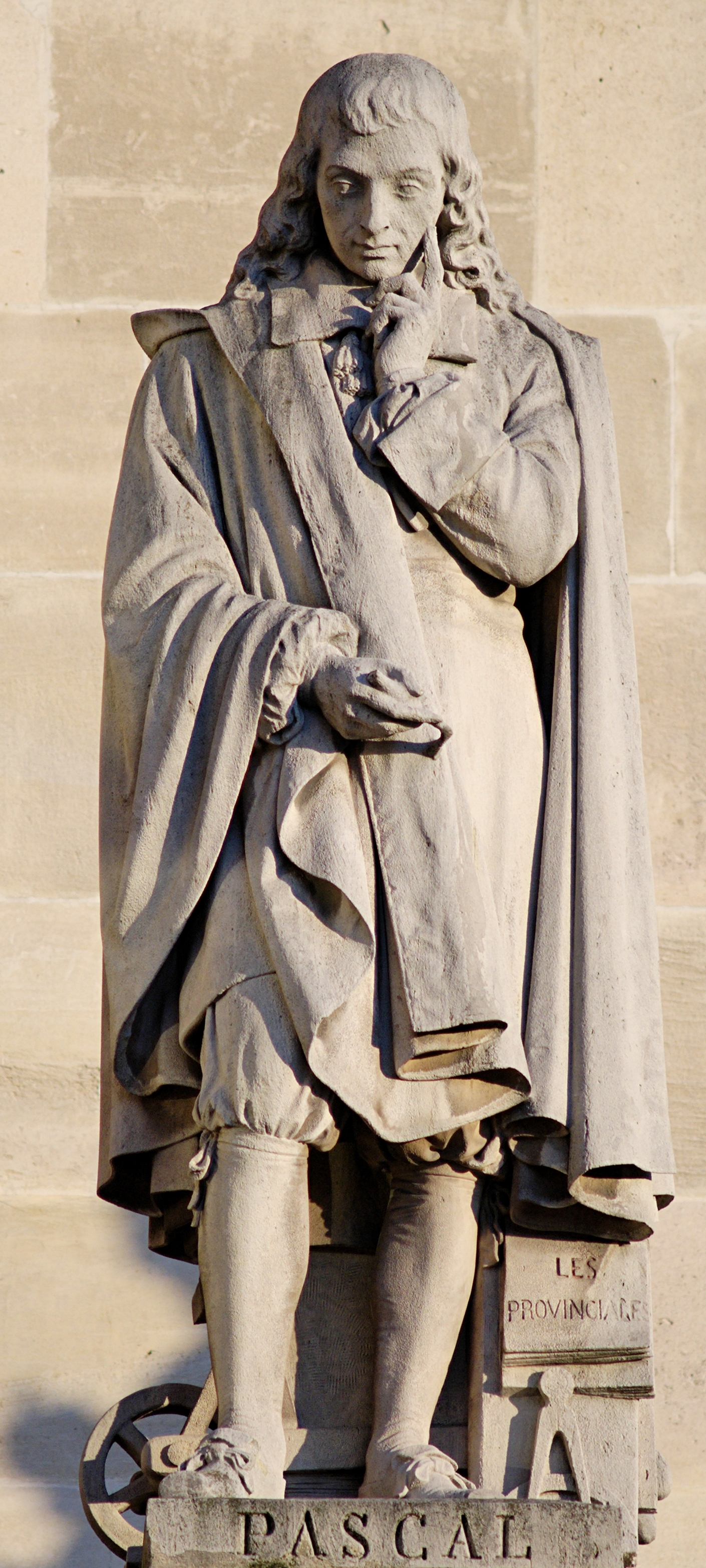
Blaise Pascal, Paris, palais du Louvre, cour Napoléon.
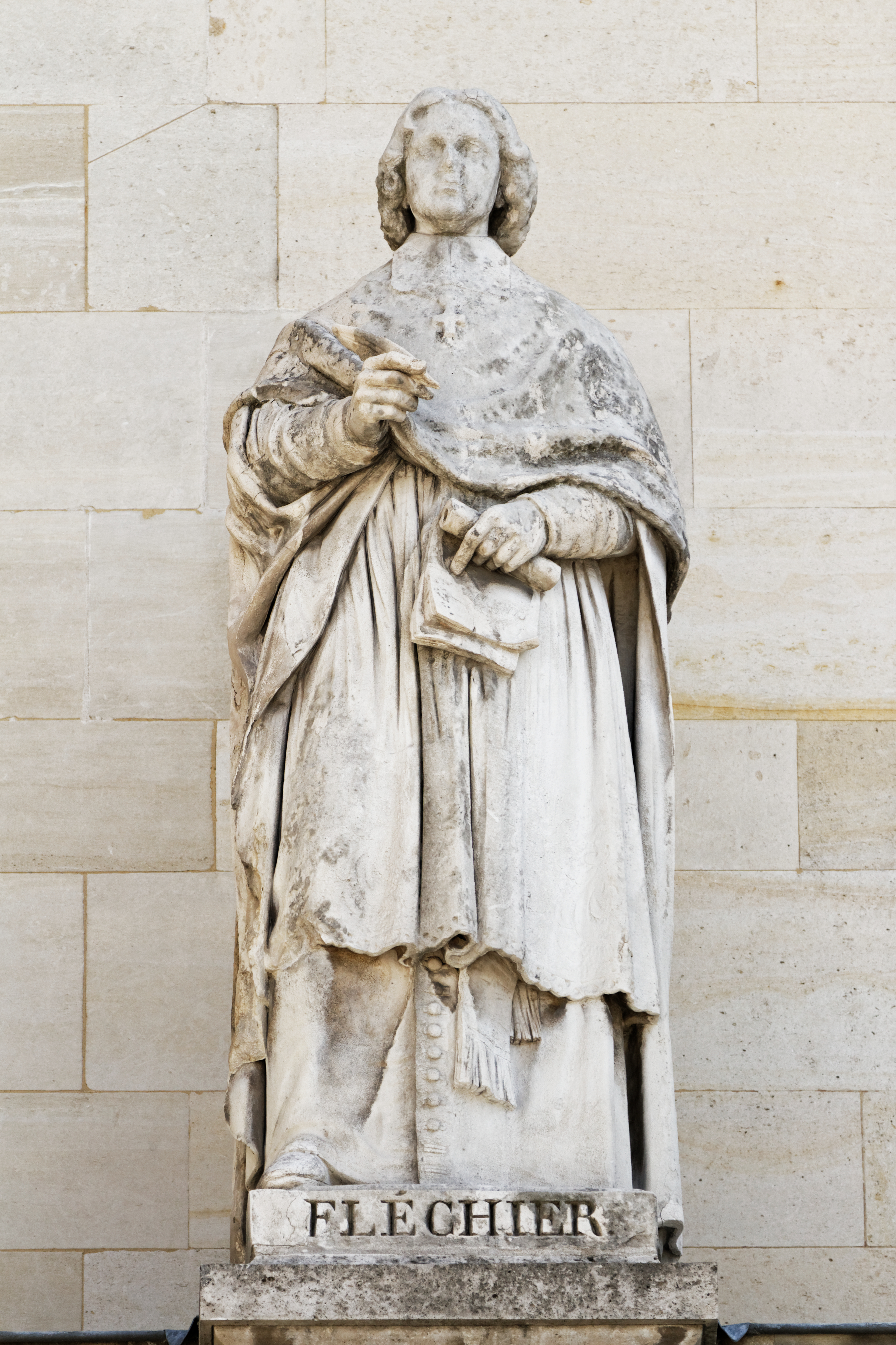
Esprit Fléchier, Paris, palais du Louvre, aile Henri IV.
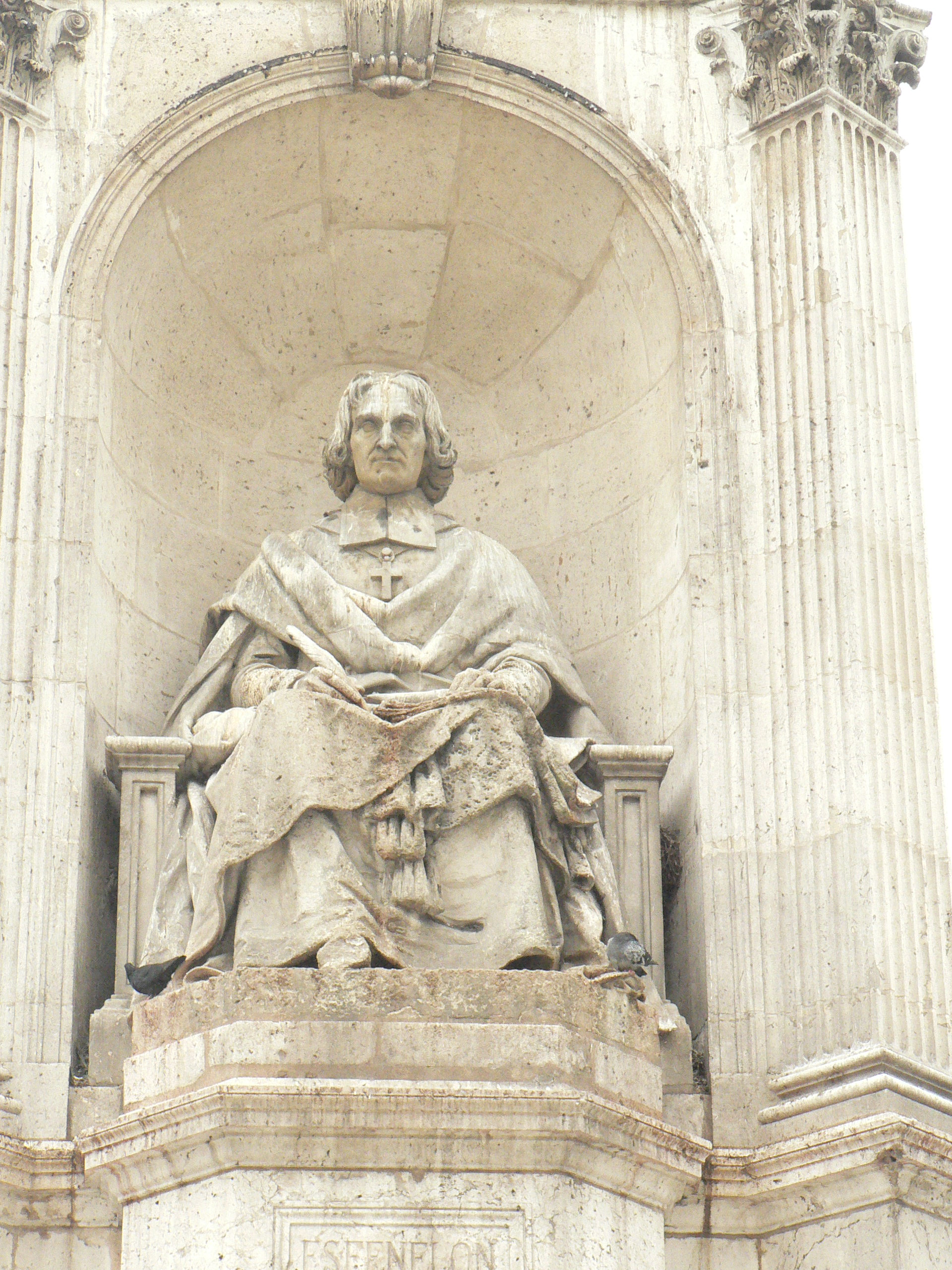
Fénelon, fontaine Saint-Sulpice, Paris, place Saint-Sulpice.
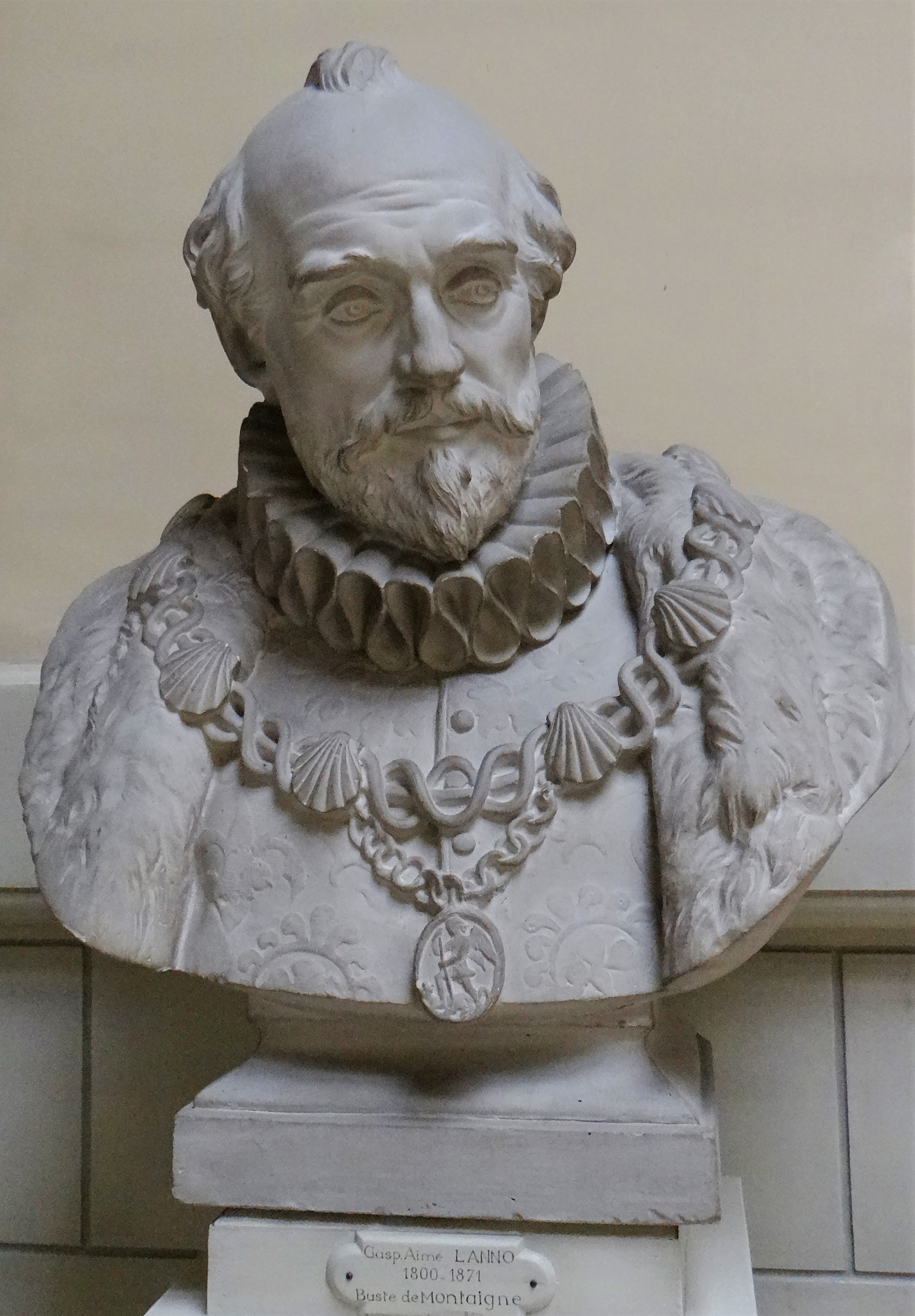
Buste de Montaigne (1849), Périgueux, musée d'Art et d'Archéologie du Périgord.